# El festí dels déus (Bellini)
El festí dels déus és una de les últimes obres del pintor renaixentista italià Giovanni Bellini. Es conserva en la Galeria Nacional d'Art, Washington DC. Està realitzat a l'oli sobre llenç. Mesura 170 cm d'alt i 188 cm d'ample.

## Història
Va ser pintat el 1514, per encàrrec d'Alfons I d'Este, el duc de Ferrara, per al seu camerino d'alabastre ('cambra d'alabastre') al Castell dels Este, Ferrara. És una de les seues últimes obres, que l'autor va modificar repetidament. En aquestes obres del final de la seua vida, s'anuncia ja la típica pintura veneciana, amb la seua predilecció pel colorit i la llum sota influència de Giorgione. A la mort de Giovanni poc després (1516), Tiziano va modificar el paisatge a l'esquerra perquè fera joc amb la seua obra La Bacanal, també en el camerino d'Alfons.
La pintura fou comprada al duc de Northumberland pel magnat estatunidenc Peter A. B. Widener el 1925 i, més tard, va entrar en les col·leccions de la Galeria Nacional d'Art de Washington, DC, amb la resta de la seua col·lecció.